# نبضات الملاك!
نبضات الملاك! (باليابانية: エンジェルビーツ!، بالروماجي:  Enjeru Bītsu!) هو مسلسل أنمي تلفزيوني من أخراج سيجي كيشي، وإنتاج استوديو P.A.Works وآنبليكس، عرض في 3 أبريل عام 2010 حتى 26 يونيو 2010، وتكون من 13 حلقة + 2 أوفا.

## القصة
تدور أحداث القصة حول يوزورو أوتوناشي هو فتى فقد جميع ذكرياته عن حياته قبل وفاته، ويجد نفسه ملقى على الأرض ويجد فتاة في مثل عمره تدعى يوري ناكامورا، تحمل سلاحا وتقول له اهلا بك أنت في أرض ما بعد الحياة هنا يتواجد الناس الذين هم غير راضيين عن موتهم أو حياتهم السابقة، ثم تقول هل أنت معنا في محاربة هذا الملاك. في هذا العالم يوجد ملاك ورئيس كما يوجد اناس عاديون هم مثل الالات المبرمجه لكن يتصرفون كالبشر هؤلاء لا يختفون تكون المعركة بين الملاك ضد بطل القصة واصدقائه.

## الشخصيات

### الشخصيات الرئيسية
يوزورو أوتوناشي (باليابانية: 音無 結弦، بالروماجي: Otonashi Yuzuru)
مؤدي الصوت: هيروشي كاميا
يوري ناكامورا (باليابانية: 仲村 ゆり، بالروماجي: Nakamura Yuri)
مؤدية الصوت: هارومي ساكوراي
كانادي تاتشيبانا (الملاك) (باليابانية: 立華 かなで، بالروماجي: Tachibana Kanade)
مؤدية الصوت: كانا هانازاوا

### شخصيات أخرى
هيديكي هيناتا (باليابانية: 日向 秀樹، بالروماجي: Hinata Hideki)
مؤدي الصوت: ريوهيه كيمورا
أياتو ناوي (باليابانية: 直井 文人، بالروماجي: Naoi Ayato)
مؤدية الصوت: ميغومي أوغاتا
تاكاماتسو (باليابانية: 高松، بالروماجي: Takamatsu)
مؤدي الصوت: تاكاهيرو ميزوشيما
نودا (باليابانية: 野田، بالروماجي: Noda)
مؤدي الصوت: شون ناكاغي
إيري شينا (باليابانية: 椎名 枝里، بالروماجي: Shiina Eri)
مؤدية الصوت: فوكو سايتو
يوسا (باليابانية: 遊佐، بالروماجي: Yusa)
مؤدية الصوت: يوي ماكينو
فوجيماكي (باليابانية: 藤巻، بالروماجي: Fujimaki)
مؤدي الصوت: يوكي ماسدا
ماتسوشيتا (باليابانية: 松下، بالروماجي: Matsushita)
مؤدي الصوت: إيتشيرو توكوموتو
أوياما (باليابانية: 大山، بالروماجي: Ōyama)
مؤدية الصوت: يوميكو كوباياشي
تاكياما (باليابانية: 竹山، بالروماجي: Takeyama)
مؤدي الصوت: ميتسوهيرو إيتشيكي
تشا (باليابانية: チャー، بالروماجي: Chaa)
مؤدي الصوت: هيروكي توتشي
هاتسوني أوتوناشي (باليابانية: 音無初音، بالروماجي: Otonashi hatsune)
مؤدية الصوت: ماي ناكاهارا

## وصلات خارجية
- الموقع الرسمي (باليابانية)
- نبضات الملاك! عند كي (باليابانية)

نبضات الملاك! على موقع IMDb (الإنجليزية)
- نبضات الملاك! على موقع ميتاكريتيك (الإنجليزية)
- نبضات الملاك! على موقع نتفليكس (الإنجليزية)
- نبضات الملاك! على موقع فيلمافينيتي (الإسبانية)
- نبضات الملاك! على موقع كينوبويسك (الروسية)
- نبضات الملاك! على موقع قاعدة بيانات الفيلم (الإنجليزية)
- نبضات الملاك! على موقع ANN anime (الإنجليزية)